# Daniel Oliveira (piloto)
Daniel Rolim Oliveira (Salvador, 12 de julho de 1985) mais conhecido como Daniel Oliveira, é um piloto de rali do World Rally Championship, ou Campeonato Mundial de Rali.
Ao iniciar o IRC Intercontinental Rally Challenge na temporada de 2010 Oliveira era conhecido apenas localmente. Ele participou de 10 rallys durante aquela temporada, marcando dois pontos no Rally Internacional de Curitiba.
Em 2011, ele subiu para a categoria mais alta do rally mundial, o World Rally Championship dirigindo um MINI Countryman WRC para a nova equipe Brazil World Rally Team.
Em 2012, o piloto brasileiro iniciou o ano competindo com o Ford Fiesta RS WRC no 2012 Rally de Portugal, onde atingiu a 13ª posição, tornando-se a promessa brasileira no World Rally Championship.
No  Rally da Alemanha ele mostrou determinação ao terminar na 23ª posição após ter retornado no Dia 2 da competição.

## Histórico

### Resultados no WRC
| Ano  | Estreante               | Carro                        | 1   | 2      | 3       | 4      | 5       | 6       | 7       | 8      | 9       | 10      | 11      | 12     | 13     | WDC | Pontos |
| ---- | ----------------------- | ---------------------------- | --- | ------ | ------- | ------ | ------- | ------- | ------- | ------ | ------- | ------- | ------- | ------ | ------ | --- | ------ |
| 2011 | Brazil World Rally Team | Mini John Cooper Works S2000 | SWE | MEX    | POR Ret | JOR 19 |         |         |         |        |         |         |         |        |        | NC  | 0      |
| 2011 | Brazil World Rally Team | Mini John Cooper Works WRC   |     |        |         |        | ITA 29  | ARG Ret | GRE Ret | FIN 49 | GER Ret | AUS Ret | FRA Ret | ESP 25 | GBR 35 | NC  | 0      |
| 2012 | Daniel Oliveira         | Subaru Impreza STi           | MON | SWE 41 | MEX     |        |         |         |         |        |         |         |         |        |        | NC  | 0      |
| 2012 | Brazil World Rally Team | Ford Fiesta RS WRC           |     |        |         | POR 12 | ARG Ret | GRE Ret | NZL     | FIN    | GER 24  | GBR     | FRA Ret | ITA    | ESP 16 | NC  | 0      |

### Resultados no IRC
| Ano  | Estreante       | Carro             | 1      | 2     | 3       | 4       | 5   | 6       | 7   | 8      | 9       | 10      | 11      | 12      | WDC  | Pontos |
| ---- | --------------- | ----------------- | ------ | ----- | ------- | ------- | --- | ------- | --- | ------ | ------- | ------- | ------- | ------- | ---- | ------ |
| 2010 | Daniel Oliveira | Peugeot 207 S2000 | MON 20 |       | ARG Ret | CAN Ret | SAR | YPR Ret | AZO | MAD 21 | ZLI Ret | SAN Ret | SCO Ret | CYP Ret | 36th | 2      |
| 2010 | Stohl Racing    | Peugeot 207 S2000 |        | CUR 7 |         |         |     |         |     |        |         |         |         |         | 36th | 2      |